# Barbara Bracher
Barbara Bracher (* 5. Juli 1980) ist eine Schweizer Triathletin und Multisportlerin.

## Werdegang
2010 belegte sie beim Swiss Olympic Gigathlon den zweiten Pang als Einzelstarterin, hinter ihrer Landsfrau Nina Brenn.
Im September 2014 wurde Barbara Bracher bei der Erstaustragung des Ironman Mallorca (3,86 km Schwimmen, 180,2 km Radfahren und 42,195 km Laufen) Zweite in der Altersklasse 30-34. Sie qualifizierte sich damit für einen Startplatz beim Ironman Hawaii (Ironman World Championships) im Oktober 2015.
Die damals 37-Jährige konnte im September 2017 am Bodensee den TriStar111 Rorschach (1 km Schwimmen, 100 km Radfahren und 10 km Laufen) für sich entscheiden.
Barbara Bracher lebt in Thun.

## Sportliche Erfolge
| Datum/Jahr    | Rang | Wettbewerb               | Austragungsort  | Zeit       | Bemerkung |
| ------------- | ---- | ------------------------ | --------------- | ---------- | --- |
| 3. Sep. 2017  | 1    | TriStar111 Rorschach     | Rorschach       | 04:44:54   | |
| 27. Sep. 2014 | 22   | Ironman Mallorca         | Alcúdia         | 10:24:16   | bei der Erstaustragung auf Mallorca Zweite in der Altersklasse 30-34 und damit qualifiziert für den Ironman Hawaii |
| 4. Sep. 2011  | 3    | TriStar111 Monaco        | Monaco          | 04:28:08   | [ 3 ] |
| 6. Juni 2010  | 11   | Ironman 70.3 Switzerland | Rapperswil-Jona | 04:55:50   | |
| 2009          |      | Ironman Switzerland      | Zürich          | 10:11:10,7 | Dritte in der Klasse F25-29 – hinter der Klassensiegerin Simone Benz                                               |

| Datum/Jahr    | Rang | Wettbewerb                             | Austragungsort   | Zeit       | Bemerkung                                                              |
| ------------- | ---- | -------------------------------------- | ---------------- | ---------- | ---------------------------------------------------------------------- |
| 21. Juni 2014 | 1    | Swissman Xtreme Triathlon              | Kleine Scheidegg | 13:20      | Ironman-Distanz mit 5500 hm                                            |
| 18. Aug. 2012 | 2    | Inferno Triathlon                      | Berner Oberland  | 10:30:42   |                                                                        |
| 2012          | 3    | Swiss Olympic Gigathlon / Team of Five | Schweiz          |            | im Team mit Tobias Bosshart                                            |
| 21. Aug. 2010 | 2    | Inferno Triathlon                      | Berner Oberland  |            |                                                                        |
| 2010          | 2    | Swiss Olympic Gigathlon                | Schweiz          |            | als Einzelstarterin                                                    |
| Juli 2009     |      | Swiss Olympic Gigathlon / Team of Five | Schweiz          |            | im Team mit Matthias Gerber                                            |
| 2009          | 3    | Inferno Triathlon                      | Berner Oberland  |            |                                                                        |
| 2008          | 3    | Inferno Triathlon                      | Berner Oberland  | 11:14:48,6 | 3,1 km Schwimmen, 97 km Rennrad, 30 km Mountainbike und 30 km Berglauf |
| 2007          | 6    | Inferno Triathlon                      | Berner Oberland  | 11:10:07   |                                                                        |
| 9. Juli 2005  |      | Swiss Olympic Gigathlon / Team of Five | Schweiz          | 02:02:14   | Inline 28 km / 250 hm                                                  |